# Горки (Ясногорский район)
Горки — село в Ясногорском районе Тульской области. Входит в состав Теляковского муниципального образования.

## История
В 1961 году указом Президиума Верховного Совета РСФСР село Заразы переименовано в Горки.

## Население
| 2010 |
| ---- |
| 14   |